# 송상현 (1551년)

송상현 문집

송상현(宋象賢, 1551년 2월 12일(음력 1월 8일)~ 1592년 5월 25일(음력 4월 15일))은 조선 중기의 문신, 작가이며 임진왜란 때의 장수이다. 임진왜란 초기 동래성 전투에서 고니시 유키나가의 군과 교전하다가 패전 살해되었다. 왜적은 그를 포로로 사로잡아 항복을 강요하였으나 항복하지 않자 처참하게 살해하였다. 자는 덕구(德求), 호는 천곡(泉谷)·한천(寒泉)이며 시호는 충렬(忠烈)이다. 본관은 여산(礪山)이며 파는 지신공파이다.

## 가계
아버지는 평강, 용안 등에서 현감을 지낸 후 임진왜란이 발발한 시점에서 이미 사헌부 감찰을 역임하고 있던 송복흥(宋復興)이고, 할아버지는 송전(宋琠)이며, 증조할아버지는 송승은(宋承殷)이다. 부인은 성주이씨(星州李氏)로 묵재 이문건(李文健)의 손녀다.

## 생애

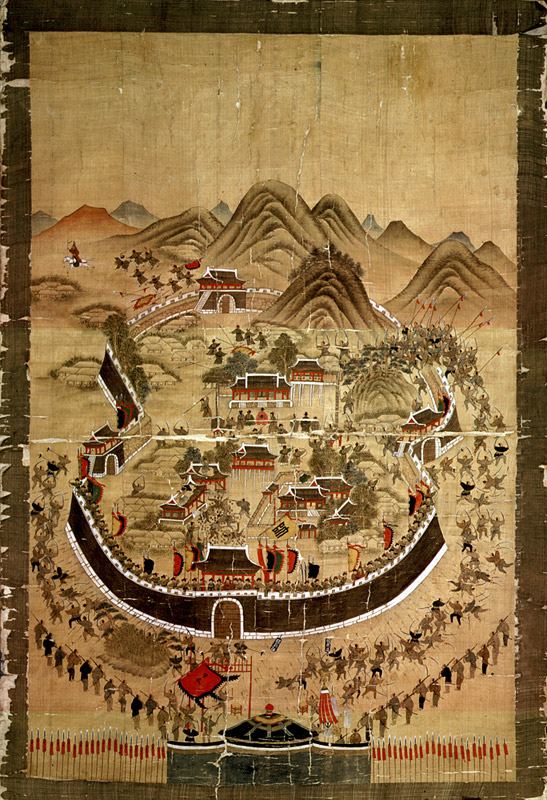
동래부순절도

어려서부터 남달리 재주가 뛰어나 10여세에 경사(經史)에 통달하였다. 15세에 승보시(陞補試)에 장원하면서 문장을 떨쳤고 사계 김장생과 우의를 맺었다.
1570년(선조 3) 진사시에 입격하여 진사가 되고, 1576년 문과에 병과로 급제하여 승문원 정자에 보임되었으며, 다음해 저작(著作)으로 승진하였다.
1579년 박사(博士)와 승정원주서(承政院注書) 겸 춘추관기사관(春秋館記事官)에 임명되었고, 다음해에 경성판관(鏡城判官)으로 외직에 나가 유학을 진작시켰다. 1583년 사헌부지평으로 들어와 호조·예조·공조의 정랑(正郞), 공조좌랑과 군자감(軍資監)의 정(正) 등을 지냈다. 1584년 종계변무사(宗系辨誣使)의 질정관(質正官)으로 명나라에 다녀왔으며, 다시 지평이 되었다가 은계도찰방(銀溪道察訪)으로 좌천되었다. 그 뒤 다시 지평을 지내고 배천군수로 나갔다가 3년 만에 전직되어 경력(經歷), 집의, 사간과 사재감(司宰監), 군자감(軍資監)의 정(正)이 되었다.
1591년(선조 24년)에 집의(執義)로서 통정대부(通政大夫)에 승진되고 동래부사(東萊府使)에 임명되었다. 왜구의 침입이 있을 것이라는 소문이 들려오는 가운데 임지에 도착하여 방비를 굳게 하면서 선정을 베풀었다.
이듬해 5월 23일 (음력 4월 13일) 임진왜란이 일어나 그 다음날(음력 4월 14일) 부산진성이 함락되고, 이어 동래에 쳐들어온 왜병이 남문 밖에 목패(木牌)를 세우고 “싸우고 싶으면 싸우고, 싸우고 싶지 않으면 길을 빌려 달라” 하자 이때 부사인 그는 “싸워서 죽기는 쉬우나 길을 빌려주기는 어렵다”고 목패에 글을 써서 항전했다.
| 구분 | 왜장                                                    | 송상현                                      |
| ---- | ------------------------------------------------------- | ------------------------------------------- |
| 한자 | 戰則戰矣 不戰則假道                                     | 戰死易 假道難                               |
| 독음 | 전즉전의 부전즉가도                                     | 전사이 가도난                               |
| 뜻   | 싸우고 싶으면 싸우고, 싸우고 싶지 않으면 길을 빌려 달라 | 싸워서 죽기는 쉬우나 길을 빌려주기는 어렵다 |

송상현 부사는 군사를 이끌고 분전하였으나 결국 중과부적으로 성이 함락될 위기에 처했다. 그는 죽음을 각오하고 갑옷 위에 관복을 입고 북쪽의 임금께 절을 올린 후 성문의 누각에 단정히 앉은채 왜병에게 피살되었다. 적장이 그의 충절에 탄복하여 송상현을 살해한 자기 부하를 잡아 죽이고, 일본장수인 소 요시토시 등이 그의 충렬을 기려 동문 밖에 장사 지내 주었다 한다. 그의 첩인 금섬도 그를 따라 순절하였다.
그의 시신을 찾지 못했으므로 일각에서는 그가 정발과 함께 일본군에 투항하여 일본군 장수가 되었다는 헛소문이 퍼지기도 했다. 그 후 조정에서 그 아들에게 벼슬을 내리고 예관을 보내 제사를 지내주었다.

## 사후
임진왜란이 일어나 왜적이 동래성에 육박하자 항전했으나 함락되게 되자 조복(朝服)을 갈아입은 후 북쪽을 향해 임금에게 절을 한후 적병에게 살해되었다. 그의 의연함에 감동한 적장 중의 한 사람은 그가 죽은 뒤 시(詩)를 지어 제사지내 주었다. 사후 증 자헌대부 이조판서에 추증되었다가 다시 증 숭정대부 의정부좌찬성에 추증되고, 동래 안락서원(安樂書院)에 제향되었다.
1595년 선조 28년에 묘소를 청주로 이장하고 충신문을 세웠으며, 1610년 광해군 2년에 사당 동래부사송상현충렬사(東萊府使宋象賢忠烈祠)을 창건하였다.
1742년 영조 때 동래성 전투에서 전사한 사람들을 추모하여, 송상현 장군이 순절한 정원루가 있던 곳에 송공단을 만들었으며, 매년 음력 4월 15일에 동래기영회에서 제사를 올리고 있다. 또한 동래 충렬사에서도 동래성 전투와 부산진성 전투 등 임진왜란에서 전사한 여러 사람들을 모시고 있다.
또, 황해도 개성 숭절사(崇節祠), 청주 상당구 용정동 신항서원(莘巷書院)과 흥덕구 수의동 충렬사(忠烈祠), 전라북도 정읍시 고부면 정충사(旌忠祠), 함경북도 경성(鏡城) 화곡서원(禾谷書院) 등에 제향되어 있다.
그리하여 문화유산으로 지정되었습니다. 요약: 일본군가 싸우다 전사 거기는 동래웁성이다

## 가족 관계
- 조부 : 송전(宋琠)
  - 부친 : 송복흥(宋復興, 1527 ~ 1594)
- 외조부 : 김승석(金承碩)[4]
- 외조모 : 윤선좌(尹宣佐)의 딸 파평 윤씨
  - 모친 : 안동 김씨(安東 金氏, 1527 ~ 1597)
    - 누나 : 진천 장씨(鎭川 張氏) 장언오(張彦悟)의 처
    - 남동생 : 송상인(宋象仁, 1569 ~ 1631)
    - 여동생 : 청주 한씨 한효상(韓孝祥)의 처
    - 정부인 : 이온(李熅)의 딸 성주 이씨 이숙녀(星州 李氏, 1555 ~ 1622)
      - 장남 : 송인급(宋仁及, 1576 ~ 1608)
      - 자부 : 류흔(柳昕)의 딸
      - 자부 : 최덕순(崔德峋)의 딸
      - 차남 : 송효급(宋孝及, 1579 ~ 1636)

    - 측실 : 한금섬(韓金蟾)
    - 측실 : 이양녀(李良女)

## 관련 작품

### 드라마
- 《임진왜란》(MBC, 1985년~1986년, 배우:박영지)
- 《징비록》(KBS, 2015년, 배우:김동석)

## 인물평
성격이 치밀하고 준비성이 많았다. 왜구가 쳐들어올 것을 미리 대비하여 동래성 주변에 나무를 많이 심어 복병을 숨기기 좋은 여건을 조성함과 동시에 멀리 떨어진 곳에서는 성이 보이지 않게 위장을 하고 성문 밖에는 능철과 마름쇠를 깔아 왜군의 보병과 기병에 대비하였다. 또한 기와를 뜯어 기왓장 마저 왜구를 방어하기 위한 도구로 활용하도록 하는 등 동래성을 지키기 위해 수단과 방법을 가리지 않고 최선을 다했다. 그러나 이렇게 준비를 철저히 했음에도 불구하고 절대적인 수적 열세를 이기지 못해 동래성은 함락되었다.

## 주변인물

### 한금섬
한금섬(韓金蟾)은 통천군수 한언성의 서녀로 일찍이 기생이 되었다. 송상현이 함경도 경성판관으로 있을 때 그의 첩이 되어 동래로 따라왔으며, 미모와 재주가 뛰어났다고 한다.
동래성 전투 때에 송상현이 조복을 가져가는 것을 보고, 여종 금춘(今春)과 함께 관아의 담을 넘어 송상현 곁에 달려갔다가 왜적에게 사로 잡혔다. 그 뒤 사흘 뒤까지도 꾸짖는 소리가 그치지 아니하자 왜적에게 살해되었다. 지금은 충북 청주시 흥덕구 수의동 동래부사송상현충렬사 동문 밖에 별도 사당이 만들어져 있으며, 송상현의 묘 옆에 묻혀있다.

### 이양녀
송상현의 또 다른 첩인 이양녀는 금섬보다 젊은데, 동래성 전투에서 왜적들이 사로잡아 범하려 하자 그들을 달래어 거절하였다. 왜인들이 절부로 칭찬하고, 일본에 끌려갔는데 도요토미 히데요시은 이양녀를 후시미성에 살게 하고, 일본인 부녀들의 스승으로 삼아 풍기를 지도하게 했다. 일본인 부녀 중에는 뒷날 에도 막부를 세운 도쿠가와 이에야스의 처도 있었는데, 임진왜란 후 도쿠가와 이에야스가 조선과 화해하는데 그 처가 큰 조력을 하였다 한다. 마침내 살아서 고국으로 돌아왔고, 송상현 부사의 정부인과 청주에서 만나 손잡고 통곡했다 한다.

## 같이 보기
- 임진왜란
- 동래성 전투
- 부산진 전투
- 다대포진성 전투
- 정발
- 송공단
- 정충사지